# جاك هيل (لاعب كريكت)
جاك هيل (25 يونيو 1923 في أستراليا - 11 أغسطس 1974 في أستراليا) (بالإنجليزية: Jack Hill)‏ هو لاعب كريكت أسترالي. شارك مع منتخب أستراليا الوطني للكريكت.

## وصلات خارجية
- جاك هيل على موقع إي آس بي آن كريك إنفو (الإنجليزية)